# 東京テレビセンター
株式会社東京テレビセンター（とうきょうテレビセンター）は、日本でテレビ放送が始まった1953年に創業した、映画・テレビ番組などに関する業務を行うポストプロダクション。テレビスタジオも併設している。
現在は事業譲渡により、テレビスタジオ部分が「パンダスタジオ」、ポスプロ部分が「IYUNO STUDIOS（アイユノ・スタジオ）」に分かれ、それぞれ別法人で運営されている（詳細は後述）。

## 沿革

### 黎明期
創業時の東京テレビセンターは進駐軍との交流施設であった「中央クラブ」の施設を利用して開業、同じ建物の中には料亭宴会場結婚式場からなる「水光苑」があった、そのため老年層には水光苑として親しまれた。
ダンスホールを前身としたスタジオには当時としては珍しい冷暖房を完備し、録音スタジオ1室、撮影スタジオ3室で撮影機・録音機・光学録音機・自動現像機を保有、円谷英二監督の助言によってスクリーンプロセス装置を導入した。羽仁進監督作品やATG作品など独立系プロダクションの映画作品にも数多く関係している。
1956年から1973年まで日本テレビが「日本テレビ浜町スタジオ」を東京テレビセンター内に開設し『ダイヤル110番』などの番組を生放送で行った。当時の日本テレビの人気番組『ディズニーランド』の日本語版吹き替えも行っている。その後1978年に撮影スタジオ部門を「株式会社浜町スタジオ」として分社化しており、その関係から現在もこの地を「浜町スタジオ」と呼ぶ業界人は多い。

### 近年
1985年（昭和60年）2月1日未明の火災によって一部施設を焼失したが1986年（昭和61年）にはスタジオ（1～5階）とオフィス（6～14階）の複合ビルを建築し再始動。映画『となりのトトロ』をはじめスタジオジブリ作品の多くを担当している。
設備は録音スタジオ6室、ビデオ編集スタジオ3室、デジタル光学録音とその現像設備、関連会社・浜町スタジオが運営する撮影スタジオ2室からなり、映画録音スタジオの407スタジオは日本で最初のルーカスフィルム社THX認定映画録音スタジオでもある。
ポストプロダクションとして長い歴史を誇ることから、戦後間もない時期から現在に至るまでの貴重な映画・テレビ関係の機材を数多く保有し、その中には国内で数台しか現存しない2インチVTR（アンペックス社製）なども含まれていた。ただ事業譲渡に伴いそれらの機材の多くは放出されている（2インチVTRはレトロエンタープライズが引き取った）。
関連会社として、機材レンタル会社「ティスマン・サービス」（1974年設立）がある。

### 経営譲渡および現況
2015年3月31日にて浜町スタジオの営業が終了していたが、eラーニング事業を行う企業「キバンインターナショナル」による買収・リニューアルが行われる。
グループ会社「株式会社パンダスタジオ」（クロマキー専用のレンタルスタジオ）と、愛知県豊橋市の印刷会社「株式会社フルブリッジ」との共同出資で「株式会社PANDASTUDIO.TV」を設立。浜町スタジオをフルハイビジョン・4K60P仕様の設備にリニューアルし、2016年2月22日に同社の運営で新装開店した。これまでのテレビ番組のほかに、ネットコンテンツ制作およびライブ配信にも対応する設備を整える。
2016年6月1日付けで、東京テレビセンターと浜町スタジオの事業がPANDASTUDIO.TVに譲渡された。運営はPANDASTUDIO.TVの「東京テレビセンター事業部」「浜町スタジオ事業部」が行う。また、OA機器のレンタル・リース会社「株式会社クラフティ」がPC機材協力で参加し、同社のレンタルスタジオ部門「越後屋 浜町スタジオ」としても運用していたが、2019年1月末で契約を終了した。
スタジオのビルは創業家の建物管理部門である「品川不動産」が保有していたが、2017年4月鹿島建設に売却。ビル名称が「日本橋浜町Kビル」と変更された。その後品川不動産は2018年2月に清算消滅し、これで創業家は完全撤退となった。
その後2018年10月1日付けで、東京テレビセンター事業を売却した。売却先は、シンガポールに本社を置き、映像翻訳および字幕・吹き替え制作、映像編集、ポストプロダクション、関連ソフトウェアの開発等を行うグローバル企業「IYUNO MEDIA GROUP」（アイユノ・メディア・グループ）。運営は同社の韓国現地法人「株式会社IYUNO Global」が行い、東京テレビセンターの名称はIYUNO STUDIOS（アイユノ・スタジオ）に変更された。IYUNO Globalの日本事務所も同地に移転した。
2022年6月1日、ゲームコンテンツの制作会社「MAGES.」が、地下1階に配信専用スタジオ「MAGES.GALILEO STUDIO」を開設した。

## 録音スタジオ
101ARスタジオ ＝ アフレコスタジオ
301MAスタジオ ＝ 番組用MAスタジオ
302MAスタジオ ＝ 番組用MAスタジオ
303MAスタジオ ＝ 番組用MAスタジオ
304ダビングステージ ＝ 映画ダビングスタジオ兼番組用MAスタジオ
407THXダビングステージ ＝ THX認定映画ダビングスタジオ
305デジタル光学録音 ＝ デジタル光学録音設備

## 編集スタジオ
401HDリニア/ノンリニア編集室 ＝ HD用リニア編集設備
403HDノンリニア編集室 ＝ Smoke HD
503DCPスタジオ

## 撮影スタジオ
Aスタジオ（128坪）
Bスタジオ（58坪）

## 担当した主な作品

### 映画
- 絵を描く子どもたち（1956年）羽仁進監督作品
- 怪談（1965年）小林正樹監督作品
- 若者は行く -続若者たち-（1969年）森川時久監督作品
- 公式長編記録映画 日本万国博（1971年）谷口千吉監督作品
- ある映画監督の生涯　溝口健二の記録（1975年）新藤兼人監督作品
- キタキツネ物語（1978年）蔵原惟繕監督作品
- ヒポクラテスたち（1980年）大森一樹監督作品
- スタジオジブリ作品
  - 天空の城ラピュタ（1986年）
  - となりのトトロ（1988年）
  - 魔女の宅急便（1989年）
  - 耳をすませば（1995年）
  - もののけ姫（1997年）
  - 千と千尋の神隠し（2001年）
  - 猫の恩返し（2002年）
  - ハウルの動く城（2004年）
  - ゲド戦記（2006年）
  - 崖の上のポニョ（2008年）
  - 借りぐらしのアリエッティ（2010年）
- 妖獣都市（1987年）川尻善昭監督作品
- 機動戦士ガンダム 逆襲のシャア（1988年）富野由悠季監督作品
- 丹波哲郎の大霊界 死んだらどうなる（1989年）丹波哲郎監督作品
- どついたるねん（1989年）阪本順治監督作品
- 12人の優しい日本人（1991年）中原俊監督作品
- Love Letter（1995年）岩井俊二監督作品
- マークスの山（1995年）崔洋一監督作品
- 花より男子（1995年）楠田泰之監督作品
- 眠れる森の美女（1995年）クライド・ジェロニミ（指揮）、ウォルフガング・ライザーマン（演出）、エリック・ラーソン（演出）、レス・クラーク（演出）監督作品
- グーフィー・ムービー ホリデーは最高!!（1995年）ケヴィン・リマ監督作品
- Shall we ダンス?（1996年）周防正行監督作品
- ブラック・ジャック（1996年）出崎統監督作品
- 新世紀エヴァンゲリオン劇場版 シト新生（1997年）庵野秀明総監督作品
- 新世紀エヴァンゲリオン劇場版 Air/まごころを、君に（1997年）庵野秀明総監督作品
- リング（1998年）中田秀夫監督作品
- 下妻物語（2004年）中島哲也監督作品
- 死者の書（2005年）川本喜八郎監督作品
- 立喰師列伝（2006年）押井守監督作品
- 嫌われ松子の一生（2006年）中島哲也監督作品
- ONE PIECE エピソードオブアラバスタ 砂漠の王女と海賊たち（2007年）今村隆寛監督作品
- パコと魔法の絵本（2008年）中島哲也監督作品
- ROOKIES -卒業-（2009年）平川雄一朗監督作品
- サマーウォーズ（2009年）細田守監督作品
- カイジ 人生逆転ゲーム（2009年）佐藤東弥監督作品
- 矢島美容室 THE MOVIE 〜夢をつかまネバダ〜（2010年）中島信也監督作品
- インデペンデンス・デイ: リサージェンス（2016年）ローランド・エメリッヒ監督作品

[東京テレビセンター作品履歴より抜粋]

### テレビ番組
- 美の巨人たち テレビ東京
- ひとりでできるもん! NHK教育テレビ
- 金曜エンタテイメント フジテレビ（一部作品のみ）
- 火曜サスペンス劇場 日本テレビ（一部作品のみ）
- ライオンのごきげんよう フジテレビ（1991年1月〜1997年3月。以後台場の本社スタジオで収録）
- 戦え!オスパー  日本テレビ 1965
- お笑いマンガ道場 中京テレビ（後期〜末期・但し、最終回は中京テレビのスタジオで収録）
- 号外!!爆笑大問題 札幌テレビ（1998年4月〜2001年3月。以後エクサ・インターナショナルのバーチャルスタジオで収録）